# Pocono 350
Le M&M's Fan Appreciation 400 (anciennement dénommé Pocono 350 ou Gander Outdoors 400) est la deuxième course automobile organisée par la NASCAR se disputant sur le circuit dénommé Pocono Raceway de Long Pond en Pennsylvanie. 
La première édition s'est déroulée en juillet 1974. Depuis 2007, la date de la course a été déplacée pour se disputer au mois d'août, permutant ainsi dans le calendrier avec le Brickyard 400.
En 1974 et jusqu'en 2011, la course s'est toujours disputée en 200 tours de circuit soit sur 500 milles (804,672 km). Le 10 août 2011, la NASCAR annonce que les deux courses disputées sur Pocono Raceway seront raccourcies pour se disputer sur 400 milles (643,7376 km) dès la saison 2012.
Elle est la 21e course du championnat 2017 des NASCAR Cup Series tandis que la première course disputée aussi sur ce circuit, l'Axalta presents the Pocono 400, en était la 14e.
Depuis la saison 2020, la course se dispute le dernier week-end du mois de juin et le dimanche après-midi, sur une distance de 350 milles (563,27 km). Une seconde course de NASCAR Cup Series, le Pocono Organics 325, a lieu la veille l'après midi.

## Sponsoring
En 2008, la société Sunoco (fournisseur officiel d'essence pour la NASCAR dont le siège se situe en Pennsylvanie) accepte de parrainer la course au bénéfice de la Croix-Rouge Américaine de la Pennsylvanie du sud et de la région de Philadelphie.
C'est la première fois depuis 1996 que la course est sponsorisée.
En 2011, c'est la société Camping World via sa filiale Good Sam Club (en).
La Bowling Proprietors 'Association of America, par le biais de sa filiale Strike Ten Entertainment reprend le sponsoring pour les éditions 2013 et 2014. En 2015, la société Microsoft à l'occasion de la sortie du nouveau Windows 10 signe un contrat de sponsoring d'un an. En 2016, la course n'étant pas sponsorisée, elle reprend le nom de Pennsylvania 400.
Au début du mois de juillet 2017, la société Overton's (spécialisée dans les équipements de sports nautiques, du bateau et des produits marins, des produits d'ancrage et d'amarrage, des produits de remorquage, de l'électronique, des produits de pêche, des engins de plein air et des vêtements et des chaussures) signe un contrat de sponsoring courant sur trois années incluant la course de NASCAR Cup Series (renommée Overton's 400) mais également celle de Camping World Truck Series (renommée Overton's 150).
En 2018, la société Gander Outdoors reprend le sponsoring du nom jusqu'à la saison 2019.

## Caractéristiques
- Course :
  - Longueur : 350 milles (563 km)
  - Nombre de tours : 140
    - Segment 1 : 30 tours
    - Segment 2 : 55 tours
    - Segment 3 : 55 tours

- Piste :
  - Type : superspeedway
  - Revêtement : asphalte
  - Longueur circuit : 2,5 milles (4,023 km)
  - Nombre de virages : 3
  - Inclinaison (Banking) :
    - Virage 1 : 14°
    - Virage 2 : 8°
    - Virage 3 : 6°

## Évolution des logos de la course

2011
2012
2013 et 2014
2015 et 2016
2018
depuis 2020

## Palmarès
| Année | Date       | Pilote             | Écurie                      | Châssis   | Distance | Distance        | Distance        | Distance       | Note       |
| ----- | ---------- | ------------------ | --------------------------- | --------- | -------- | --------------- | --------------- | -------------- | ---------- |
| Année | Date       | Pilote             | Écurie                      | Châssis   | Tours    | Miles (km)      | Durée           | Moyenne (mi/h) | Note       |
| 1974  | 4 août     | Richard Petty      | Petty Enterprises           | Dodge     | 192      | 480 (772,485)   | 4 h 09 min 09 s | 115,593        | [ Note 1 ] |
| 1975  | 3 août     | David Pearson      | Wood Brothers Racing        | Mercury   | 200      | 500 (804,672)   | 4 h 29 min 50 s | 111,179        |            |
| 1976  | 1er août   | Richard Petty      | Petty Enterprises           | Dodge     | 200      | 500 (804,672)   | 4 h 18 min 54 s | 115,875        |            |
| 1977  | 31 juillet | Benny Parsons      | L.G. DeWitt                 | Chevrolet | 200      | 500 (804,672)   | 3 h 53 min 41 s | 128,379        |            |
| 1978  | 30 juillet | Darrell Waltrip    | DiGard Motorsports          | Chevrolet | 200      | 500 (804,672)   | 3 h 30 min 28 s | 142,540        |            |
| 1979  | 30 juillet | Cale Yarborough    | Junior Johnson & Associates | Chevrolet | 200      | 500 (804,672)   | 4 h 20 min 24 s | 115,207        | [ Note 2 ] |
| 1980  | 27 juillet | Neil Bonnett (en)  | Wood Brothers Racing        | Mercury   | 200      | 500 (804,672)   | 4 h 01 min 10 s | 124,395        |            |
| 1981  | 26 juillet | Darrell Waltrip    | Junior Johnson & Associates | Buick     | 200      | 500 (804,672)   | 4 h 11 min 52 s | 119,111        |            |
| 1982  | 25 juillet | Bobby Allison      | DiGard Motorsports          | Buick     | 200      | 500 (804,672)   | 4 h 19 min 45 s | 115,496        |            |
| 1983  | 24 juillet | Tim Richmond       | Blue Max Racing             | Pontiac   | 200      | 500 (804,672)   | 4 h 21 min 17 s | 114,818        |            |
| 1984  | 22 juillet | Harry Gant         | Hal Needham                 | Chevrolet | 200      | 500 (804,672)   | 4 h 07 min 21 s | 121,351        |            |
| 1985  | 21 juillet | Bill Elliott       | Melling Racing              | Ford      | 200      | 500 (804,672)   | 3 h 43 min 52 s | 134,008        |            |
| 1986  | 20 juillet | Tim Richmond       | Hendrick Motorsports        | Chevrolet | 150      | 375 (603,504)   | 3 h 01 min 08 s | 124,218        | [ Note 3 ] |
| 1987  | 19 juillet | Dale Earnhardt     | Richard Childress Racing    | Chevrolet | 200      | 500 (804,672)   | 4 h 06 min 25 s | 121,745        |            |
| 1988  | 24 juillet | Bill Elliott       | Melling Racing              | Ford      | 200      | 500 (804,672)   | 4 h 04 min 10 s | 122,866        |            |
| 1989  | 23 juillet | Bill Elliott       | Melling Racing              | Ford      | 200      | 500 (804,672)   | 4 h 14 min 34 s | 117,847        |            |
| 1990  | 22 juillet | Geoffrey Bodine    | Junior Johnson & Associates | Ford      | 200      | 500 (804,672)   | 4 h 01 min 48 s | 124,070        |            |
| 1991  | 21 juillet | Rusty Wallace      | Team Penske                 | Pontiac   | 179      | 447,5 (720,181) | 3 h 52 min 33 s | 115,459        | [ Note 4 ] |
| 1992  | 19 juillet | Darrell Waltrip    | Darrell Waltrip Motorsports | Chevrolet | 200      | 500 (804,672)   | 3 h 43 min 47 s | 134,058        |            |
| 1993  | 18 juillet | Dale Earnhardt     | Richard Childress Racing    | Chevrolet | 200      | 500 (804,672)   | 3 h 44 min 59 s | 133,343        |            |
| 1994  | 17 juillet | Geoffrey Bodine    | Geoff Bodine Racing         | Ford      | 200      | 500 (804,672)   | 3 h 40 min 28 s | 136,075        |            |
| 1995  | 16 juillet | Dale Jarrett       | Robert Yates Racing         | Ford      | 200      | 500 (804,672)   | 3 h 43 min 49 s | 134,038        |            |
| 1996  | 21 juillet | Rusty Wallace      | Team Penske                 | Ford      | 200      | 500 (804,672)   | 3 h 27 min 03 s | 144,892        |            |
| 1997  | 20 juillet | Dale Jarrett       | Robert Yates Racing         | Ford      | 200      | 500 (804,672)   | 3 h 31 min 10 s | 142,068        |            |
| 1998  | 26 juillet | Jeff Gordon        | Hendrick Motorsports        | Chevrolet | 200      | 500 (804,672)   | 3 h 42 min 47 s | 134,660        |            |
| 1999  | 25 juillet | Bobby Labonte      | Joe Gibbs Racing            | Pontiac   | 200      | 500 (804,672)   | 4 h 16 min 27 s | 116,982        |            |
| 2000  | 23 juillet | Rusty Wallace      | Team Penske                 | Ford      | 200      | 500 (804,672)   | 3 h 49 min 36 s | 130,662        |            |
| 2001  | 29 juillet | Bobby Labonte      | Joe Gibbs Racing            | Pontiac   | 200      | 500 (804,672)   | 3 h 42 min 54 s | 134,590        |            |
| 2002  | 28 juillet | Bill Elliott       | Evernham Motorsports        | Dodge     | 175      | 437,5 (704,088) | 3 h 28 min 39 s | 125,809        | [ Note 5 ] |
| 2003  | 27 juillet | Ryan Newman        | Team Penske                 | Dodge     | 200      | 500 (804,672)   | 3 h 54 min 55 s | 127,705        |            |
| 2004  | 1er août   | Jimmie Johnson     | Hendrick Motorsports        | Chevrolet | 200      | 500 (804,672)   | 3 h 57 min 35 s | 126,271        |            |
| 2005  | 24 juillet | Kurt Busch         | Roush Racing                | Ford      | 203      | 507,5 (816,742) | 4 h 03 min 03 s | 125,283        | [ Note 6 ] |
| 2006  | 23 juillet | Denny Hamlin       | Joe Gibbs Racing            | Chevrolet | 200      | 500 (804,672)   | 3 h 46 min 12 s | 132,626        |            |
| 2007  | 5 août     | Kurt Busch         | Team Penske                 | Dodge     | 200      | 500 (804,672)   | 3 h 47 min 55 s | 131,627        |            |
| 2008  | 3 août     | Carl Edwards       | Roush Fenway Racing         | Ford      | 200      | 500 (804,672)   | 3 h 49 min 46 s | 130,567        |            |
| 2009  | 3 août     | Denny Hamlin       | Joe Gibbs Racing            | Toyota    | 200      | 500 (804,672)   | 3 h 57 min 21 s | 126,396        | [ Note 2 ] |
| 2010  | 1er août   | Greg Biffle        | Roush Fenway Racing         | Ford      | 200      | 500 (804,672)   | 3 h 46 min 51 s | 132,246        |            |
| 2011  | 7 août     | Brad Keselowski    | Team Penske                 | Dodge     | 200      | 500 (804,672)   | 3 h 37 min 35 s | 137,878        |            |
| 2012  | 5 août     | Jeff Gordon        | Hendrick Motorsports        | Chevrolet | 98       | 245 (394,289)   | 1 h 45 min 34 s | 139,249        | ,          |
| 2013  | 4 août     | Kasey Kahne        | Hendrick Motorsports        | Chevrolet | 160      | 400 (643,737)   | 3 h 06 min 02 s | 129,009        |            |
| 2014  | 3 août     | Dale Earnhardt Jr. | Hendrick Motorsports        | Chevrolet | 160      | 400 (643,737)   | 3 h 08 min 22 s | 127,411        |            |
| 2015  | 2 août     | Matt Kenseth       | Joe Gibbs Racing            | Toyota    | 160      | 400 (643,737)   | 3 h 01 min 36 s | 132,151        |            |
| 2016  | 1er août   | Chris Buescher     | Front Row Motorsports       | Ford      | 138      | 345 (555,224)   | 2 h 42 min 15 s | 127,581        | [ Note 8 ] |
| 2017  | 30 juillet | Kyle Busch         | Joe Gibbs Racing            | Toyota    | 160      | 400 (643,737)   | 2 h 50 min 07 s | 141,080        | [ Note 9 ] |
| 2018  | 29 juillet | Kyle Busch         | Joe Gibbs Racing            | Toyota    | 164      | 410 (659,83)    | 3 h 05 min 43 s | 132,460        | [ Note 4 ] |
| 2019  | 29 juillet | Denny Hamlin       | Joe Gibbs Racing            | Toyota    | 163      | 407,5 (655.807) | 2 h 59 min 22 s | 133,804        | [ Note 4 ] |
| 2020  | 28 juin    | Denny Hamlin       | Joe Gibbs Racing            | Toyota    | 140      | 350 (563.270)   | 2 h 50 min 54 s | 122,879        |            |
| 2021  | 27 juin    | Kyle Busch         | Joe Gibbs Racing            | Toyota    | 140      | 350 (563.270)   | 2 h 26 min 49   | 143,036        |            |
| 2022  | 24 juillet | Chase Elliott      | Hendrick Motorsports        | Chevrolet | 160      | 400 (643.737)   | 3 h 15 min 59 s | 122,459        | ,          |
| 2023  | 23 juillet | Denny Hamlin       | Joe Gibbs Racing            | Toyota    | 160      | 400 (643.737)   | 3 h 21 min 04 s | 119,363        |            |

Notes :
1. ↑  Course raccourcie à 192 tours (480 miles) en raison du premier choc pétrolier.
2. 1 2  Course déplacée du dimanche au lundi en raison de la pluie.
3. ↑  Course raccourcie en raison de la pluie et du brouillard.
4. 1 2 3 4  Course raccourcie en raison de la pluie.
5. ↑  Course raccourcie en raison de deux drapeaux rouge et de la nuit tombante.
6. ↑  Course prolongée en raison d'une arrivée Green-white-checker.
7. ↑  Distance ramenée de 500 à 400 tours.
8. ↑  La première victoire de Kyle Busch en Cup Series à Pocono est également la 100e en Cup Series de la marque Toyota depuis leurs débuts en 2007.
9. ↑  La première victoire de Kyle Busch à Pocono est la 100e de Toyota depuis leur arrivée en Cup Series en 2007.
10. ↑  Bien que Chase Elliott ait terminé la course en troisième position après Denny Hamlin et Kyle Busch, il est déclaré vainqueur après disqualification de ces deux pilotes, leurs voitures n'ayant pas satisfait au contrôle technique d'après course.

### Pilotes multiples vainqueurs

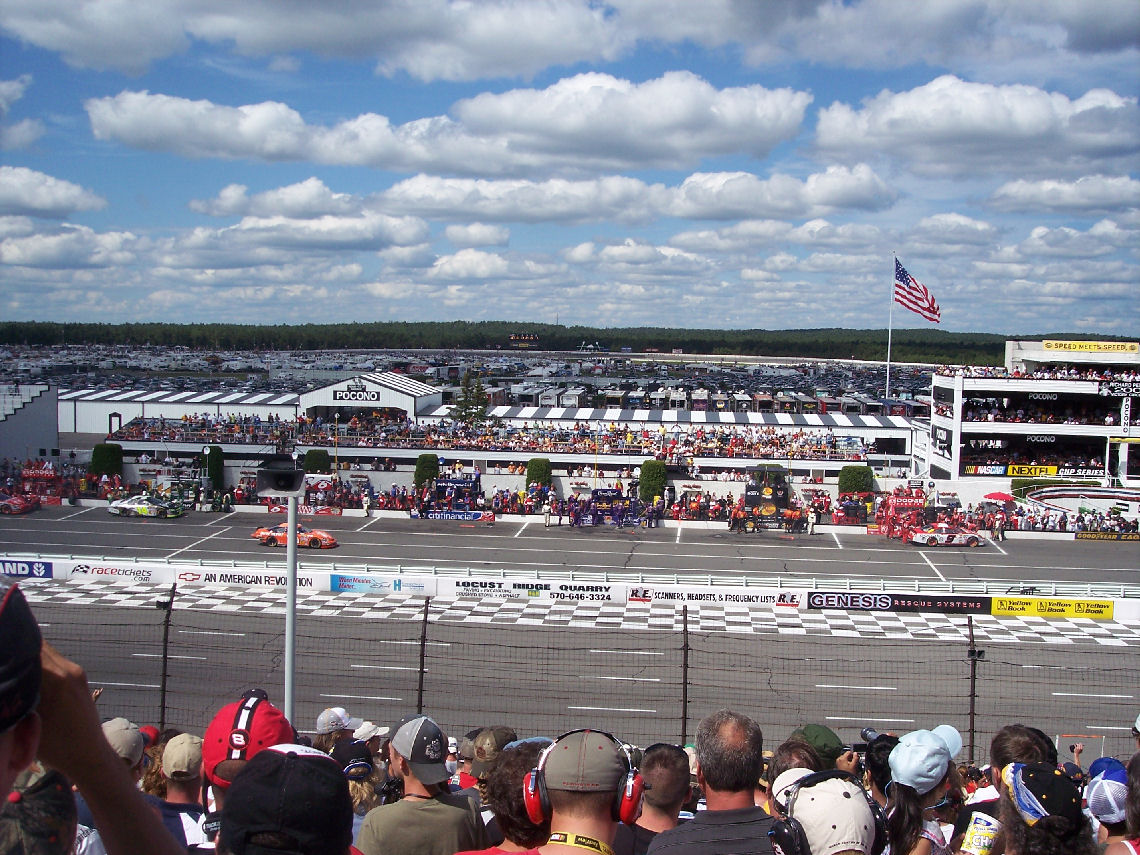
Le Pennsylvania 500 de 2006

| Nbr | Pilotes           | Saisons                      |
| --- | ----------------- | ---------------------------- |
| 5   | Denny Hamlin      | 2006, 2009, 2019, 2020, 2023 |
| 4   | Bill Elliott      | 1985, 1988, 1989, 2002       |
| 3   | Kyle Busch        | 2017, 2018, 2021             |
| 3   | Richard Petty     | 1973, 1974, 1976             |
| 3   | Darrell Waltrip   | 1978, 1981, 1992             |
| 3   | Rusty Wallace     | 1991, 1996, 2000             |
| 2   | Dale Earnhardt    | 1987, 1993                   |
| 2   | Geoffrey Bodine   | 1990, 1994                   |
| 2   | Kurt Busch        | 2005, 2007                   |
| 2   | Jeff Gordon       | 1998, 2012                   |
| 2   | Dale Jarrett      | 1995, 1997                   |
| 2   | Bobby Labonte     | 1999, 2001                   |
| 2   | Tim Richmond (en) | 1983, 1986                   |

### Écuries multiples gagnantes
| Nbr | Écuries                     | Saisons                                                          |
| --- | --------------------------- | ---------------------------------------------------------------- |
| 11  | Joe Gibbs Racing            | 1999, 2001, 2006, 2009, 2015, 2017, 2018, 2019, 2020, 2021, 2023 |
| 7   | Hendrick Motorsports        | 1986, 1998, 2004, 2012, 2013, 2014, 2022                         |
| 6   | Team Penske                 | 1991, 1996, 2000, 2003, 2007, 2011                               |
| 3   | Petty Enterprises           | 1973, 1974, 1976                                                 |
| 3   | Junior Johnson & Associates | 1979, 1981, 1990                                                 |
| 3   | Melling Racing              | 1985, 1988, 1989                                                 |
| 3   | Roush Fenway Racing         | 2005, 2008, 2010                                                 |
| 2   | Wood Brothers Racing        | 1975, 1980                                                       |
| 2   | DiGard Motorsports          | 1978, 1982                                                       |
| 2   | Richard Childress Racing    | 1987, 1993                                                       |
| 2   | Robert Yates Racing         | 1995, 1997                                                       |

### Statistiques par marque
| Nbr | Manufacturiers | Saisons                                                                                  |
| --- | -------------- | ---------------------------------------------------------------------------------------- |
| 15  | Chevrolet      | 1977, 1978, 1979, 1984, 1986, 1987, 1992, 1993, 1998, 2004, 2006, 2012, 2013, 2014, 2022 |
| 13  | Ford           | 1985, 1988, 1989, 1990, 1994, 1995, 1996, 1997, 2000, 2005, 2008, 2010, 2016             |
| 9   | Dodge          | 1971, 1973, 1974, 1974, 1976, 2002, 2003, 2007, 2011                                     |
| 8   | Toyota         | 2009, 2015, 2017, 2018, 2019, 2020, 2021, 2023                                           |
| 4   | Pontiac        | 1983, 1991, 1999, 2001                                                                   |
| 2   | Mercury        | 1975, 1980                                                                               |
| 2   | Buick          | 1981, 1982                                                                               |
| 1   | Plymouth       | 1972                                                                                     |